# Terramar
Terramar és el cicle novel·lístic de literatura fantàstica d'Ursula K. Le Guin, que consisteix en cinc novel·les publicades durant un període de més de trenta anys. Aquestes són Un mag de Terramar (1968), Les tombes d'Atuan (1971), La costa més llunyana (1972), Tehanu (1990) i L'altre vent (2001), a banda del Conte sobre Terramar: Dragonfly (1997), un post scriptum del tercer volum del cicle, i la col·lecció d'històries curtes sobre Terramar: Tales from Earthsea (2001).

## L'ésser humà com a centre de la fantasia
Ursula K. Le Guin ens ofereix en aquestes novel·les els plantejaments i els ambients carregats dels excessos propis de la literatura fantàstica, però ho fa de manera que esdevenen recursos per a una literatura intel·ligent i crítica sobre els problemes contemporanis més urgents. Ella mateixa es defineix obertament en termes de feminisme i taoisme, cosa que és evident en els temes que més tracta, que són de caràcter etnogràfic, antropològic, psicològic, de rol de sexes, etc. Situant l'ésser humà com a centre i mesura de l'univers que crea, tan allunyat del nostre, ens permet d'acostar-nos-hi i que no ens resulti aliè i, així, ens diu de l'interès pels problemes més essencials de l'home que es fan evidents a partir dels contrastos, el contrast entre la nostra Terra i la seva Terramar.
L'originalitat que li ha merescut el reconeixement radica en els nous enfocaments que desenvolupa a l'obra. La genialitat d'aquesta originalitat és, justament, situar la mirada en l'home enmig de la fantasia, cosa que proporciona noves solucions i enriqueix les possibilitats i l'experiència de la realitat.

## La trama
Ged és el personatge protagonista que lliga les cinc novel·les de Terramar.

### Un mag de Terramar(I)
En la primera novel·la se'ns parla d'un infant nascut en un poble pobre de l'illa de Gont que, malgrat haver estat criat per convertir-se en pastor de cabres, posseeix un gran poder innat. Després d'haver estat educat a Roke, i guiat per la supèrbia, és el responsable d'haver dut des d'un lloc fosc on rauen els morts, un mal al món: una ombra que el marcarà i el perseguirà i que haurà de fer front per recuperar la seva pau. Aquest és l'eix central de la novel·la: l'enfrontament amb l'ombra que tenim a l'interior de l'ésser.

### Les tombes d'Atuan(II)
A la segona novel·la, Tenar, una nena sacerdotessa del poble karg, descobreix un lladre – Ged – al laberint subterrani que hi ha sota els temples. La cultura karg rendeix culte als poders primigenis de la Terra, els Sense Nom, una força aliena a la màgia dels homes. El mag Ged busca una runa perduda de la corona d'Erreth-Akbé que pot ajudar els habitants de Terramar a recuperar la pau. La novel·la, doncs, està centrada en la formació de la nena per rendir culte als poders obscurs així com el principi de la seva relació amb el protagonista.

### La costa més llunyana(III)
Al tercer volum, Ged, que té trenta-vuit anys, ja és Arquemag i rector de l'escola de Roke, descobreix que alguna cosa està destruint la màgia del món i els humans perden la vitalitat i les il·lusions. Per descobrir de què es tracta, haurà de viatjar amb un jove noble Arren fins als límits del món. Allí se'ns apareix l'únic personatge antagonista pròpiament dit del cicle, un mag molt poderós que vol evitar la seva pròpia mort. Per tal de vèncer-lo i restaurar l'Equilibri, Ged haurà d'exhaurir tot el seu poder, de manera que deixarà de ser mag en favor de la responsabilitat col·lectiva respecte dels mals de l'espècie, essent aquest un altre dels temes clau de Le Guin.

### Tehanu(IV)
A la quarta novel·la, el personatge protagonista deixa de ser Ged per donar lloc a Tenar. La nena sacerdotessa ha crescut i com a dona madura ha triat una “vida comuna”, malgrat la seva infantesa extraordinària. És ara la vídua d'un camperol amb dos fills. Tenar adopta una nena cremada pel foc, Tehanu, i totes dues es retroben amb Ged quan aquest torna a Gont per amagar-se i aprendre a viure una vida sense poders màgics. La novel·la gira entorn de la relació que uneix Ged, Tenar i Tehanu, que amaga alguna cosa única en si.

### L'altre vent(V)
En aquesta darrera novel·la, Tenar i la seva filla Tehanu tornen a ser el centre de la trama, després que el rei els demani ajuda, ja que els dracs han trencat el pacte i han envaït les illes orientals, desplegant-se a poc a poc per l'arxipèlag. Les relacions entre les dones i els homes, els dracs i els humans, la vida i la mort, són l'eix de la novel·la, que tanca tots els fils argumentatius que havien quedat oberts en les novel·les anteriors, de manera que queda restablert novament l'Equilibri.

## Geografia i Història
Així com ho és la Terra, el planeta Terramar està recobert majorment d'aigua. La superfície terrestre compta tan sols amb un arxipèlag format per centenars d'illes més o menys petites poblades per humans. Els habitants d'aquest planeta són de diverses races (des dels molt blancs del nord fins als negres del sud), però tots comparteixen una mateixa cultura. Tots a excepció de dues races: els karg, que viuen en quatre grans illes al nord-est i que tenen una llengua pròpia (pels seus costums ens recorden als vikings), i els Fills del Mar Obert, un petit poble que viu en barques i tan sols toquen terra un cop l'any, de costums profundament respectuoses amb el medi natural (i que ens poden recordar la cultura esquimal o del Pacífic Sud que coneixem a la Terra).
Tots els habitants del món de Terramar comparteixen una mateixa cultura que en algun moment previ al cicle havia conformat un gran regne, regne que ja des de la primera novel·la es troba dividit, ja que no hi ha ningú que en pugui reclamar la corona. És una situació semblant a la que trobem després de la caiguda de l'Imperi Romà: les diverses ciutats i poblacions a voltes fan intercanvis comercials entre elles, a voltes se saquegen, però comparteixen un mateix idioma comú, a més dels dialectes propis de cada zona. Així, també hi trobem un nucli més important, l'illa de Roke, font d'autoritat en coneixement i tradició on viuen els savis i on el poder real, semblantment a les cultures medievals de caràcter inherentment masclista, es troba en mans dels homes.

## Màgia i Ciència
A Terramar, la màgia és una condició natural. Molts homes neixen amb un do, però no és una confició inherent de l'home, sinó que cal estudiar-la per poder-ne fer ús. Els homes de Terramar es transformes en bruixots o mags: els bruixots practiquen una màgia menor per ajudar els cohabitants del planeta en les feines del camp, a trobar objectes perduts, curen animals i fan moure el vent en favor de les embarcacions. Els mags, en canvi, han hagut d'estudiar a Roke i tenen dons més poderosos. Pel que fa a les dones, senzillament trien de no utilitzar la màgia o es transformen en bruixes, en el sentit històric del terme: llevadores que assisteixen el part d'altres dones, remeieres coneixedores de plantes, comerciants de pocions d'amor o causants de maleficis. La màgia de les dones es tolera perquè es considera pràctica, però tot i així se la considera inferior i dèbil respecte de la dels homes.
Tot sovint es veu la presència de la màgia en les narracions fantàstiques com una metàfora de la ciència, en tant que ambdues permeten un poder sobre el món físic que és inabastable per al cos humà per si sol. La relació entre màgia i ciència no podria ser més evident si tenim en compte que, així com ho és la ciència, la màgia és un poder de coneixement que ha de ser après, adquirit, no pas inherent a l'home, sinó mitjançant un procés d'estudi constant i interminable. A més, la màgia és la responsable de descobrir les lleis bàsiques que governen el món natural, així com entenem que ho fan les ciències – totes elles – a la Terra. Establir principis universals que expliquin l'Univers és per la Física teòrica el que el coneixement del món a Terramar és per la màgia.
L'origen de la ciència és dubtós, així com ho és el de la màgia. Aquí a la Terra la racionalitat i la història del coneixement ens fan arribar a un límit d'objecció en què més enllà només hi ha lloc per hipòtesis indemostrables i on la religió té via lliure per defensar les seves teories. Igualment, a Terramar, la màgia compta també amb un origen diví: Segoy, el déu primigeni, fou qui creà el món i feu a partir de Paraules. Aquestes paraules que conformen el llenguatge antic són el vehicle de transmissió màgica en les novel·les, de manera que la formació del mag passarà per aprendre el llenguatge en tota la seva magnitud (o el més proper a la totalitat possible).
Els habitants de Terramar, però, superen els mers terrícoles pel que fa a la capacitat de reflexió i ètica sobre l'ús de la màgia i el poder que comporta. La responsabilitat del poder és un dels temes més recurrents en el cicle i, doncs, la recerca de l'Equilibri entre el món i l'home és la línia constant que marca tot el desenvolupament de la trama. La màgia ha de ser emprada amb cura, ja que massa poder en un sol home podria comportar desastres i canvis irreparables. En aquest sentit s'explica la recerca de la solució definitiva als problemes de les relacions entre humans i dracs (sí, també hi ha dracs). Aquests éssers fantàstics tenen un poder màgic innat i parlen la Llengua Arcana, l'única altra llengua de poder real de Terramar. Tot i que no ocupen un lloc destacat en la trama, permeten l'exploració d'aquesta recerca d'Equilibri que l'autora defensa al llarg de les novel·les.

## Adaptacions

### Audiollibres
Hi ha hagut diveres lectures en audiollibres realitzades per diversos editors. A principis dels anys 90, Robert Inglis narrà els tres primers llibres de la saga a Recorded Books

### Ràdio
El 26 de desembre del 1996, la BBC produí una lectura dramatitzada de Un mag de Terramar. Aquesta adaptació, que durà dues hores, va ser narrada per Judi Dench i emprà diversos actors amb diferents accents regionals per emfasitzar els orígens dels diferents personatges de Terramar. L'adaptació va ser distribuïda posteriorment en format casset.
Entre abril i maig del 2015, BBC Radio 4 emet una nova dramatització, dividida en sis parts, de l'obra de Terramar, concretament de les novel·les Un mag de Terramar, Les tombes d'Atuan i La costa més llunyana. L'adaptació va anar a càrrec de Judith Adams, dirigida per Sasha Yevtushenko i amb música original de Jon Nicholls. La distribució en aquest cas es va fer a través de streaming a BBC Radio 4 Extra durant un mes, mitjançant el servei BBC iPlayer.

### Televisió
Minisèrie: Terramar (títol original: Earthsea). El canal americà Sci Fi Channel produí una adaptació televisiva d'Un mag de Terramar i de Les tombes d'Atuan al desembre del 2004, sota el títol Llegenda de Terramar (Legend of Earthsea), més endavant simplificat en Earthsea. Dirigida per Robert Lieberman. Val a dir que aquesta adaptació despertà controvèria entre els seguidors de Le Guin, ja que els personatges van ser essencialment modificats i les relacions entre Ged i Tenar prenien un caire sexual, contrari al celibat que l'autora proposa als personatges de la saga. La mateixa Le Guin publicà a la seva pàgina web una resposta als productors de la minisèrie.

### Anime
Contes de Terramar (Tales from Earthsea) és una pel·lícula d'animació produïda el 2006 per Studio Ghibli, basada en la mitologia de Terramar. Dirigida per Goro Miyazaki (fill de Hayao Miyazaki). En un primer moment, Le Guin rebutjà la proposta de Hayao Miyazaki de crear una pel·lícula basada en les novel·les, però moguda per l'admiració per les seves produccions cinematogràfiques finalment cedí els drets a Studio Ghibli. Malgrat tot, l'autora es mostrà decebuda amb el resultat, ja que diferia completament de la seva obra.

## Premis i reconeixements
Le Guin és la més guardonada autora de ciència-ficció. Destaquen:
- Un mag de Terramar:
  - 1969 Boston Globe-Horn Book Award de Ficció[3]
  - 1979 Lewis Carroll Shelf Award[4]
- Les tombes d'Atuan: 1972 Newbery Honor[5]
- La costa més llunyana: 1973 National Book Award for Children's Books[6]
- Tehanu: 
  - 1990 Premi Nebula a la millor novel·la[7]
  - 1991 Premi Locus a la millor novel·la de fantasia[8]
- L'altre vent: 2002 World Fantasy Award for Best Novel

1970-1977 Cinc vegades guardonada amb el premi Hugo
1997 finalista al Premi Pulitzer d'Obres de Ficció
Gran Mestre de la Ciència-Ficció (títol honorífic de l'Associació d'Escriptors de Ciència-Ficció)